# Árvore Wawona

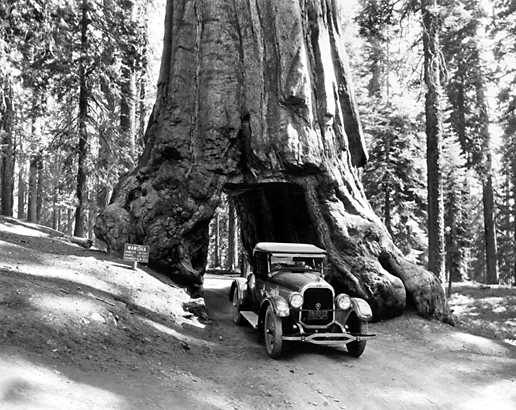
Automóvel passando pelo túnel da árvore

A árvore Wawona, também conhecida como a árvore-túnel Wawona, foi uma famosa sequoia gigante existente no local chamado de Mariposa Grove, dentro do Parque Nacional de Yosemite, nos Estados Unidos. Tinha 69 m de altura e 27 m de circunferência.
Em 1881, um túnel foi escavado na base de seu tronco, a partir de uma passagem estreita feita pelo fogo, por dois homens que receberam 75 dólares pelo trabalho. A árvore com um túnel se tornou uma atração popular, com viajantes e turistas tirando milhares de fotos em sua passagem, de carruagens, no século XIX a automóveis, até os anos sessenta.
Wawona foi um antigo acampamento indígena, de onde se origina o nome, sendo atualmente parte integrante da zona sudoeste do parque, onde construíram-se alojamentos simples, sendo o Wawona Hotel construído em 1879, para albergar os turistas que visitavam Mariposa Grove, bosque de sequoias-gigantes descoberto pelo colono Galen Clark em 1857.
A árvore Wawona caiu em 1969, por causa do acúmulo de neve, mais de duas toneladas, em seus galhos. Sua idade foi estimada em 2300 anos e agora é chamada de árvore  do túnel caída.